# 暁橋 (広島市)
暁橋（あかつきばし）は、広島市南区の広島湾に架かる道路橋である。この橋から広島港を見て作られた文部省唱歌が、「みなと」である。

## 諸元
- 路線名：広島市道南4区686号線[1]
- 橋長：?m
- 幅員：13.5m[1]
- 橋種：不明
- 備考：橋面の目地の状況より、旧橋の隣に新橋を架けた拡幅工事が行われたことが推測される。

## 歴史
1889年（明治22年）の宇品新開（現・宇品地区）造成と宇品港（現・広島港）築港により、広島本土と宇品島（現在の元宇品）は陸続きとなったが、その時点では宇品新開と宇品島は道路で結ばれ、両地の間に水路は設けられなかった。このため沿岸を航行する船は島を遠回りすることを強いられ、元宇品と新開地を連絡する道路は住民の生活の必要からしばしば破壊された。
こうした状態を解消するために地元住民7人を中心に水路と架橋を求める運動が進められた結果、1893年（明治26年）橋が架けられた。当時は単アーチ橋で、橋に土砂防止のための観音開きの門が取り付けられており、橋の上部から開かれた水門を眺めるとちょうど眼鏡のように観られることから「めがね橋」と呼ばれた。
第二次世界大戦中の1942年（昭和17年）に、陸軍大型輸送車両通行の必要から陸軍船舶司令部（通称・暁部隊）がめがね橋を取り壊し水路を拡張、新たに橋をかけた。この際、宇品干拓に功績のあった千田貞暁の名を取り、現在の「暁橋」の名称が付けられた。1945年（昭和20年）広島市への原子爆弾投下の際には爆心地から約5km離れていた こともあり被害はなかった。そののち戦後になって橋梁が改築され、現在に至っている。
橋のたもとには、亀裂の入った石碑がある。架橋の由来を説明する碑で、一時期は土台のみが残る状態で、行方不明になっていた時期もある が、その後発見されて現在地に設置された。